# Dizmas
Dizmas je křesťanská rocková kapela, která vznikla v Lancasteru v Kalifornii.

## Historie
Nick Aranda, Clayton Hunt a bratři Zach a Josh Zeganovi spolu začali hrát v roce 1998, když jako dospívající navštěvovali Desert Christian High School. Později se k nim přidal i Jon Howard, který pochází z Mechanicsburgu v Pensylvánii.
Společně nahráli album On a Search In America, které vyšlo 21. června 2005. Jonův mladší bratr Joey se k Dizmas přidal v roce 2006, ale na nic nehrál, pouze kapele pomáhal. Druhé album vyšlo v roce 2007 a nese název Tension, třetí album vyšlo v roce 2008. V roce 2008 poprvé spolupracovali na křesťanském pořadu Exit 316: Mise, kdy jezdili po České republice na EXIT Tour po různých městech a hráli své nové album. V roce 2009 se kapela kvůli sólovým dráhám rozpustila, a zpěvák Zach poskládal novou kapelu pro hraní na EXIT Tour 2009 v České republice. V roce 2011 (2. listopadu) hráli na EXIT Tour v Prešově, jediném vystoupení na Slovensku. V roce 2013 opět hráli na EXIT Tour v několika městech ČR, např. v Liberci a v Praze. V prosinci 2013 přerušili činnost kapely na neurčito, aby se věnovali jiným projektům.

## Členové

### Současní členové
- Zach Zegan – zpěv
- Jake Goff – kytara
- Jaime Hays – bicí
- Jéňa Pospíšil – baskytara
- Tomáš Samiec – kytara

### Bývalí členové
- Jonathan Howard – kytara
- Clayton Hunt – bicí
- Nick Aranda – baskytara
- Josh Zegan – kytara, doplňující zpěv

## Discography
Studiová alba
- On a Search in America (2005)
- Tension (2007)
- Dizmas (2008)

EP
- Redemption, Passion, Glory (2006)
- The Between EP (2000)

Kompilace
- Stereocilia Vol. 1 (2006)